# Hervé Frankopoulos
Hervé dit « Frankopoulos » (grec: Ἑρβέβιος Φραγγόπουλος), c'est-à-dire « Fils de Franc » en grec, est un aventurier normand du XIe siècle qui s'illustra en Italie méridionale et dans l'Empire byzantin.

## Biographie
Les origines d'Hervé Frankopoulos sont obscures ; portant un prénom typiquement breton (cf. Hervé), qualifié de « Normand » ou de « Franc » par les chroniqueurs byzantins, il est probablement originaire du nord de la France actuelle, soit de Bretagne, soit du duché de Normandie. Dans les années 1030 au plus tard, il s'exile pour tenter l'aventure en Méditerranée, suivant probablement les bandes normandes (quelquefois accompagnées de Bretons et de Francs), avant de pousser plus à l'Est, cherchant gloire et fortunes à Byzance, où il recevra ce surnom de « Frankopoulos ».
À noter que les Byzantins du XIe siècle qualifiaient tous ces aventuriers ou mercenaires venus d'une Europe de l'Ouest encore barbare selon eux, de « Francs », de « Celtes », et de « Barbares ».
Avant de se rendre à Byzance et de se mettre au service de l'Empire, Hervé séjourne un certain temps dans le sud de l'Italie où il mène une carrière de mercenaire au service notamment des Lombards de Salerne. En 1038, Hervé fait partie du contingent composé de 300 mercenaires normands qui combat pendant deux années les Musulmans de Sicile sous les ordres du général byzantin Georges Maniakès. Au début des années 1040, il participe à la conquête normande du nord de l'Apulie sur les Byzantins, aux côtés notamment des frères Hauteville Guillaume Bras-de-Fer et Drogon.
Après s'être révoltés et retournés contre les Byzantins, les Normands battent ces derniers à trois reprises, faisant la conquête du nord de l'Apulie (1040-1042) ; en 1042, lors du partage de l'Apulie par 12 chefs normands, Hervé reçoit en fief quelques villages aux aulentours de Avellino, dans la région de Naples. Mais, peut-être insatisfait de son sort en Italie, il décide de tenter sa chance à Byzance, recherchant un avenir meilleur et prestigieux.
Arrivé dans la capitale impériale avec une bande de franco-normands, au plus tard au milieu des années 1050, Hervé est semble-t-il très vite repéré, montant rapidement les échelons, probablement pour sa qualité d'homme de guerre, peut-être pour un certain charisme. Il sert les intérêts de l'empereur Michel VI, devenant l'un des principaux chefs militaires de l'Empire. On le trouve à la tête d'un contingent composé de mercenaires « francs ». Ces Francs étant probablement des aventuriers et des mercenaires venus de toute l'Europe occidentale, des guerriers et des chevaliers souvent venus de la France actuelle, surtout de la moitié nord, et parlant la langue d'oïl.
En 1057, ce personnage ambitieux devenu chef de la garde impériale demande à l'empereur Michel VI un nouveau titre, lui demandant celui de Magistros, plus élevé que Patricios. L'empereur, le considérant probablement comme un vulgaire mercenaire barbare aux origines obscures, lui refusa ce titre avec mépris, se moquant de lui. Cependant, Hervé semble avoir atteint son but un peu plus tard, avec le successeur de l'empereur Michel, Isaac Comnène. Sur un sceau, il est mentionné avec le titre suivant : « Magistros Vestes Strateletos » d'Orient.
Hervé possède également un domaine en Arménie, une cité appelé Dagarabe, située près du lac de Van.
Nous savons qu'il prit un temps le parti des Turcs contre Byzance, et qu'il fut un temps capturé et retenu prisonnier par l'émir d'Ahlat, Abu Nasr.
Hervé est probablement le même individu que l'« Illustre Magnat appelé Frankopoulos qui a défait et tué des Turcs », qu'on retrouve dans une chronique byzantine. Cependant, les sources byzantines ne ménagent pas les remarques hostiles à son encontre (et à l'encontre des mercenaires franco-normands en général) : « …ils ne sont pas dignes de confiance…, …mal élevés… , …avides d'argent… ».
On perd sa trace après les années 1060.

## Sources
- Jean Skylitzès, historien byzantin de la 2de moitié du XIe siècle.
- Matthieu d'Édesse, chroniqueur arménien de la 1re moitié du XIIe siècle.
- Guillaume de Jumièges, Gesta Normannorum ducum (achevé v. 1070).